# Свифтербантская культура
Свифтербантская культура — археологическая культура эпох мезолита и неолита на территории Нидерландов. Датируется периодом 5300 — 3400 гг. до н. э. Подобно культуре Эртебёлле, свифтербантские поселения концентрировались вокруг воды — в данном случае ручьёв, речных дюн и болот вдоль послеледниковых берегов таких рек, как Фехт.
В 1960-е и 1970-е годы артефакты, ныне классифицируемые как «свифтербантская культура», были обнаружены в ныне высохшем Северо-западном полдере в Нидерландах вблизи деревни Свифтербант. Другие важные памятники были обнаружены в Южной Голландии (Бергенсхук) и Бетюве (Хардинксфелд-Гиссендам).
Наиболее ранние находки данной культуры — около 5600 гг. до н. э. — практически неотличимы от находок культуры Эртебёлле. От данной культуры происходит западная группа культуры воронковидных кубков (4000—2700 гг. до н. э.), которая распространилась от Северных Нидерландов и Северной Германии до Эльбы.
Наиболее ранние поселения были сезонными. Переход от охоты и собирательства к животноводству, в основном разведению коров и свиней, произошёл около 4800—4500 гг. до н. э. К этому же периоду относится первая керамика, остатки которой появляются на территории культуры ещё до прибытия туда представителей соседней культуры линейно-ленточной керамики.
Материальная культура отражает местную эволюцию от мезолитических сообществ с керамикой в стиле Эртебёлле к торговым отношениям с Рёссенской культурой на юге, о чём свидетельствуют остатки керамики в стиле Breitkeile. Эти же контакты отражаются в наличии гибридной керамики. В целом свифтербантская керамика не столь разнообразна, как рёссенская.
Поселения вокруг водоёмов (то есть на влажной почве), вопреки прежним мнениям историков, оказались добровольным выбором свифтербантцев, поскольку здесь оказались благоприятные для них экологические условия, обеспечивающие широкие возможности для сельского хозяйства.
Экономика была основана скорее на разнообразии ресурсов, чем на увеличении объёма добычи того или иного ресурса. При такой стратегии влажная почва обеспечивала, наряду с охотой и рыболовством, подходящие условия для разведения скота и выращивания небольшого количества злаков. Преобразование доисторического общества в аграрное сложилось под влиянием местных факторов, которые накопились к концу неолита. В пользу этой точки зрения говорил открытие сельскохозяйственного пола в Свифтербанте, которое существовало около 4300—4000 гг. до н. э.
Жертвоприношения животных, обнаруженные в болотах Дренте, связывают со свифтербантской культурой, в которой, как предполагается, сакральную роль играли быки — как домашние, так и дикие туры.